# Ormoy
Ormoy é uma comuna francesa na região administrativa de Borgonha-Franco-Condado, no departamento de Yonne. Estende-se por uma área de 13,37 km². Em 2010 a comuna tinha 690 habitantes (densidade: 51,6 hab./km²).